# Halskov Sogn
Halskov Sogn er et sogn i Slagelse-Skælskør Provsti (Roskilde Stift).
Halskov Kirke blev indviet i 1968, hvorefter Halskov Sogn blev udskilt fra Sankt Povls Sogn. Det lå i Korsør Købstad, som geografisk hørte til Slagelse Herred i Sorø Amt. Ved kommunalreformen i 1970 blev Korsør Købstad kernen i Korsør Kommune, der ved strukturreformen i 2007 indgik i Slagelse Kommune.
I sognet findes følgende autoriserede stednavne:
- Granskoven (bebyggelse)
- Halsskov (bebyggelse)
- Kruusesminde (landbrugsejendom)
- Lejsø (vandareal)